# Meschetisches Gebirge
Das Meschetische Gebirge (georgisch მესხეთის ქედი); auch Adscharo-Imeretisches Gebirge; (russisch Месхетский хребет, Аджаро-Имеретинский) bildet den westlichen Teil des Kleinen Kaukasus.
Das Meschetische Gebirge erstreckt sich von der Schwarzmeerküste von Adscharien im Westen bis zur Bordschomi-Schlucht der Kura im Osten. Seine östliche Fortsetzung bildet das Trialeti-Gebirge. Das Gebirge erstreckt sich über eine Länge von 150 km. Es erreicht im Mepiszqaro eine maximale Höhe von 2850 m.
Das Gebirge besteht aus Sedimentgestein aus Flysch sowie aus vulkanischem Gestein (Tuff und Andesit).
Die Berggrate sind von Bergheidelandschaft bedeckt. An den Berghängen wächst Sommergrüner Laubwald (Buchen und Hainbuchen) sowie Nadelhölzer.

## Berge (Auswahl)
Im Folgenden sind eine Reihe von Gipfeln entlang dem Hauptkamm des Meschetischen Gebirges sortiert in West-Ost-Richtung aufgelistet:
- Mepiszqaro (2850 m) (⊙)